# Mark L. Taylor
Mark Lewis Taylor (Syracuse, 25 ottobre 1950) è un attore statunitense.
Apparso in numerosi serie TV statunitensi, come Beverly Hills 90210, Melrose Place, Chicago Hope, Ally McBeal e Boston Legal, è stato anche doppiatore in serie animate  quali TaleSpin, Darkwing Duck, Batman e W.I.T.C.H..
Dalla moglie Judy ha avuto due figli, Benjamin e Daniel.

## Filmografia parziale

### Attore

#### Cinema
- Fai come ti pare (Any Which Way You Can), regia di Buddy Van Horn (1980)
- Salto nel buio (Innerspace), regia di Joe Dante (1987)
- Tesoro, mi si sono ristretti i ragazzi (Honey, I Shrunk the Kids), regia di Joe Johnston (1989)
- Aracnofobia (Arachnophobia), regia di Frank Marshall (1990)

#### Televisione
- Star Trek: The Next Generation – serie TV, episodio 3x02 (1989)
- Student Bodies – serie TV, 65 episodi (1997-2000)
- Star Trek: Voyager – serie TV, episodio 3x24 (1997)
- Melrose Place – serie TV, 6 episodi (1998)
- Sabrina, vita da strega (Sabrina, the Teenage Witch) – serie TV, 1 episodio (2000)
- Vi presento l'altro me (The Other Me), regia di Manny Coto – film TV (2000)
- Desperate Housewives – serie TV, 2 episodi (2005)
- High School Musical 2, regia di Kenny Ortega – film TV (2007)
- Grey's Anatomy – serie TV (2018)
- NCIS - Unità anticrimine (NCIS) – serie TV, episodio 20x18 (2023)
- Young Sheldon – serie TV, episodio 7x07 (2024)

### Regista
- Fratello scout (Den Brother) – film TV (2010)

### Doppiatore
- The Mask - serie animata, 25 episodi (1995-1997)
- Pinky and the Brain - serie animata, 1 episodio (1998)

## Doppiatori italiani
Nelle versioni in italiano delle opere in cui ha recitato, Mark L. Taylor è stato doppiato da:
- Gianluca Machelli in Ally McBeal, The Middle
- Fabio Boccanera in Student Bodies
- Rino Bolognesi in Star Trek: Voyager
- Massimiliano Virgilii in Malcolm
- Vladimiro Conti in Desperate Housewives
- Ambrogio Colombo in High School Musical 2
- Dante Biagioni in Ghost Whisperer - Presenze
- Oliviero Dinelli in The Glades
- Gaetano Lizzio in Le regole del delitto perfetto
- Mino Caprio in Grey's Anatomy
- Paolo Marchese in NCIS - Unità anticrimine
- Roberto Fidecaro in Feud
- Giovanni Caravaglio in 9-1-1
- Stefano Oppedisano in Young Sheldon

Da doppiatore è stato doppiato da:
- Gianluca Iacono in W.I.T.C.H. (ep. 1x14)
- Claudio Ridolfo in W.I.T.C.H. (ep. 1x21)
- Oliviero Corbetta in W.I.T.C.H. (st. 2)
- Giuliano Santi in The Mask